# Boxe nos Jogos Asiáticos em Recinto Coberto de 2009
As competições de boxe nos Jogos Asiáticos em Recinto Coberto de 2009 ocorreram entre 30 de outubro e 4 de novembro. Oito categorias, todas femininas, foram disputadas.

## Calendário
| Outubro/Novembro | 28 | 29 | 30 | 31 | 1 | 2 | 3 | 4 | 5 | 6 | 7 | 8 | Finais |
| ---------------- | -- | -- | -- | -- | - | - | - | - | - | - | - | - | ------ |
| Boxe             |    |    |    |    |   |   |   | 8 |   |   |   |   | 8      |

## Quadro de medalhas
| Ordem | País          | Medalha de ouro | Medalha de prata | Medalha de bronze |    |
| ----- | ------------- | --------------- | ---------------- | ----------------- | -- |
| 1     | China         | 3               | 1                |                   | 4  |
| 2     | Índia         | 2               | 2                | 1                 | 5  |
| 3     | Vietname      | 1               | 2                | 4                 | 7  |
| 4     | Tailândia     | 1               | 1                | 3                 | 5  |
| 5     | Filipinas     | 1               | 1                | 1                 | 3  |
| 6     | Cazaquistão   |                 | 1                | 1                 | 2  |
| 7     | Macau         |                 |                  | 1                 | 1  |
| 7     | Sri Lanka     |                 |                  | 1                 | 1  |
| 7     | Japão         |                 |                  | 1                 | 1  |
| 7     | Taipé Chinesa |                 |                  | 1                 | 1  |
| 7     | Afeganistão   |                 |                  | 1                 | 1  |
| TOTAL | TOTAL         | 8               | 8                | 15                | 31 |

## Medalhistas
| Evento    | Ouro                                    | Prata                            | Bronze                                                                     |
| Até 46 kg | IND Índia Chungneijang Mery Kom Hmangte | VIE Vietnã Thi Hoa Nguyen        | PHI Filipinas Josie Gabuco SRI Sri Lanka Anusha Koddithuwakku Arachchilage |
| Até 48 kg | VIE Vietnã Thi Phuong Ngo               | CHN China Jinmei Lin Logo        | THA Tailândia Dueannapha Ngamlam TPE Taipé Chinês Wan-Ting Lin             |
| Até 51 kg | PHI Filipinas Annie Albania             | THA Tailândia Sopida Satumrum    | IND Índia Chhoto Chhoto MAC Macau Sio Chao Wong                            |
| Até 54 kg | CHN China Qin Zhang                     | IND Índia Laishram Sarita Devi   | THA Tailândia Tassamalee Thongjan VIE Vietnã Thi Lien Doan                 |
| Até 57 kg | THA Tailândia Peamwilai Laopeam         | IND Índia Usha Nagisetty         | JPN Japão Chisato Mizuno VIE Vietnã Thi Chung Ngo                          |
| Até 60 kg | CHN China Cheng Dong Logo               | PHI Filipinas Mitchel Martinez   | THA Tailândia Sumitra Ngoksungnoen VIE Vietnã Thi Vui Nguyen               |
| Até 64 kg | IND Índia Kavita Kumari                 | KAZ Cazaquistão Saida Khassenova | AFG Afeganistão Shahla Sekandari VIE Vietnã Thi Thu Huong Nguyen           |
| Até 69 kg | CHN China Tingting Yang                 | VIE Vietnã Thi Hien Le           | KAZ Cazaquistão Dariga Shakimova                                           |